# Chì trắng

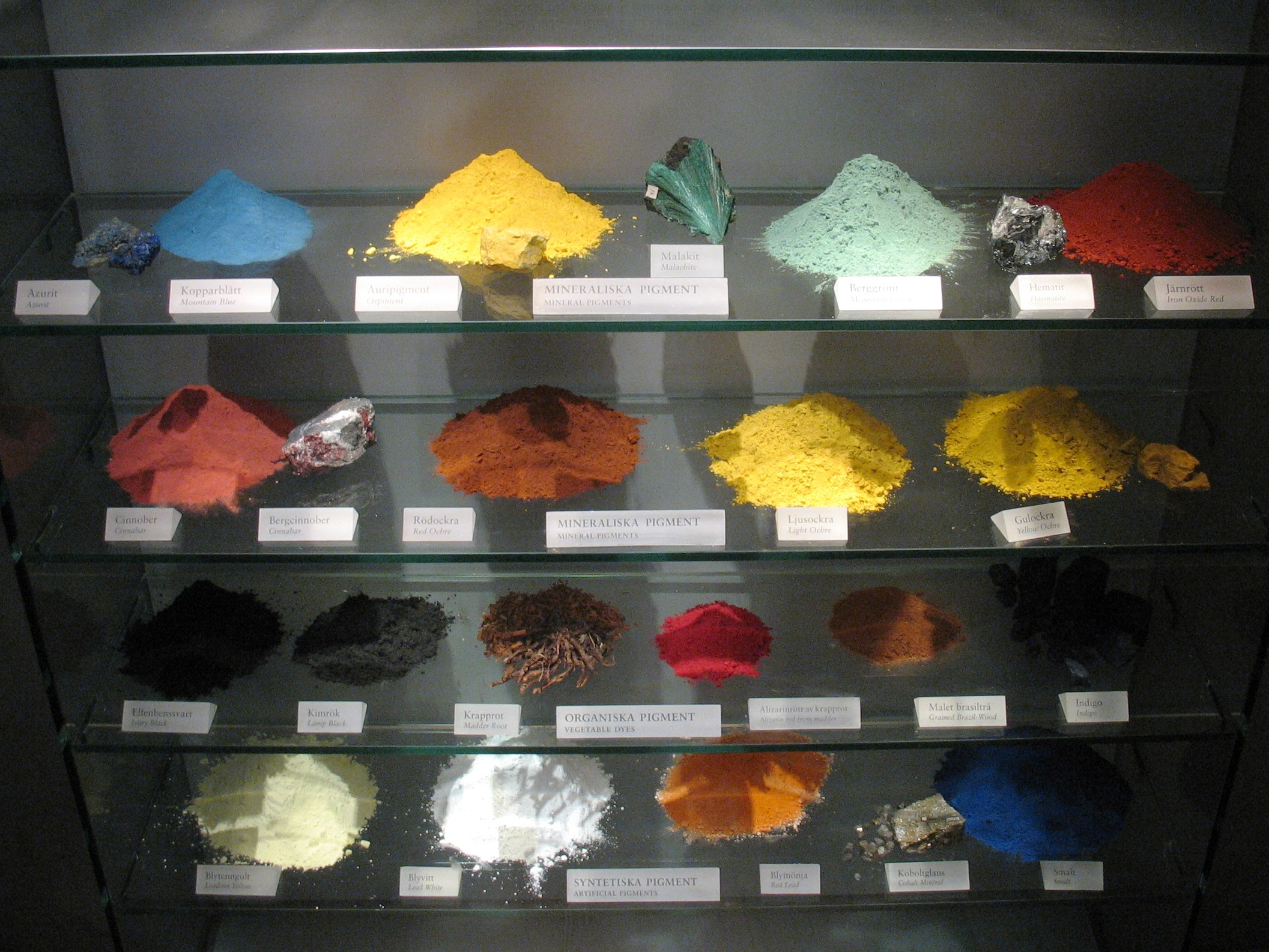
Các chất màu sử dụng trên chiến hạm Vasa, với chì trắng là thứ hai từ bên trái, kệ dưới cùng.

Chì trắng là chì cacbonat base, 2PbCO3•Pb(OH)2. Nó là một muối phức, chứa cả cacbonat và hydroxide chì. Chì trắng cũng có trong tự nhiên dưới dạng khoáng vật gọi là hydrocerussit, dạng hydrat của cerussit (xem hydrat hóa khoáng vật). Trong quá khứ nó từng được sử dụng như là một thành phần trong sơn chì và mỹ phẩm gọi là trắng chì Venezia, do độ mờ (trong hội họa gọi là độ phủ) của nó và hỗn hợp trơn bóng như satanh mà nó tạo ra với các loại dầu có thể khô. Tuy nhiên, nó có xu hướng gây ngộ độc chì và việc sử dụng nó đã bị cấm ở nhiều quốc gia.
Các hợp chất chì trắng được biết đến như là xà phòng chì cũng được sử dụng như một phụ gia cho các chất bôi trơn đối với các loại vòng bi và trong các cửa hàng cơ giới.

## Lịch sử
Cái mà ngày nay người ta biết đến và gọi là "phương pháp Hà Lan" trong việc điều chế chì trắng đã được mô tả ít nhất là từ thời Theophrastos xứ Eresos, khoảng năm 315 TCN,, trong một tác phẩm ngắn của ông về đá hay khoáng vật gọi là περί λίθων (perí líthon, "về đá"). Các hướng dẫn của ông cho quy trình này đã được nhiều tác giả về hóa học và giả kim thuật lặp lại trong suốt lịch sử. Sử dụng trắng chì được mô tả như một loại thuốc dùng ngoài và một chất màu.
Clifford Dyer Holley trích dẫn Về đá của Theophrastos trong sách The Lead and Zinc Pigments của ông in năm 1909 như sau.
| “ | Chì được đặt trong các lọ đất trên giấm hắc, và sau khi nó có được một lớp gỉ dày nhất định, thường mất khoảng 10 ngày, người ta mở các lọ này ra và cạo lớp gỉ này, như nó có ở đó, dưới dạng một lớp chất bẩn; sau đó người ta lại đặt chì trên giấm một lần nữa, lặp lại quy trình cạo này cho đến khi nó tan hết. Những gì đã cạo ra được đập thành bột và đun sôi trong một thời gian dài, và những gì cuối cùng đóng cặn ở đáy bình là chì trắng. | ” |

Các mô tả muộn hơn về quy trình Hà Lan bao gồm đúc chì kim loại thành những cái móc/lá mỏng và cho nó chịu ăn mòn bằng axit axetic trong môi trường cacbon dioxide. Điều này được thực hiện bằng cách đặt những miếng chì này lên trên những cái chậu chứa một ít giấm (chứa axit axetic). Chúng được chất thành đống và được bao phủ trong một hỗn hợp gồm phân đang phân hủy và vỏ cây thuộc da đã sử dụng để cung cấp CO2, và để ủ trong 6 đến 14 tuần, khi đó chì màu xám xanh đã bị ăn mòn thành chì trắng. Sau đó các chậu này được đưa ra bàn chia tách để cạo và nghiền nhằm loại chì trắng ra khỏi những cái móc/lá này. Bột sau đó được sấy khô và đóng gói để giao đi dưới dạng bột nhão. Một lợi ích của quy trình này là ở chỗ không nhất thiết phải sấy khô bột nhão chì trắng để loại bỏ nước. Tất cả những gì cần làm là tán bột nhão chì trắng với dầu lanh, và chì trắng sẽ hút dầu và loại bỏ nước còn sót lại để tạo ra chì trắng trong dầu.

## Hội họa

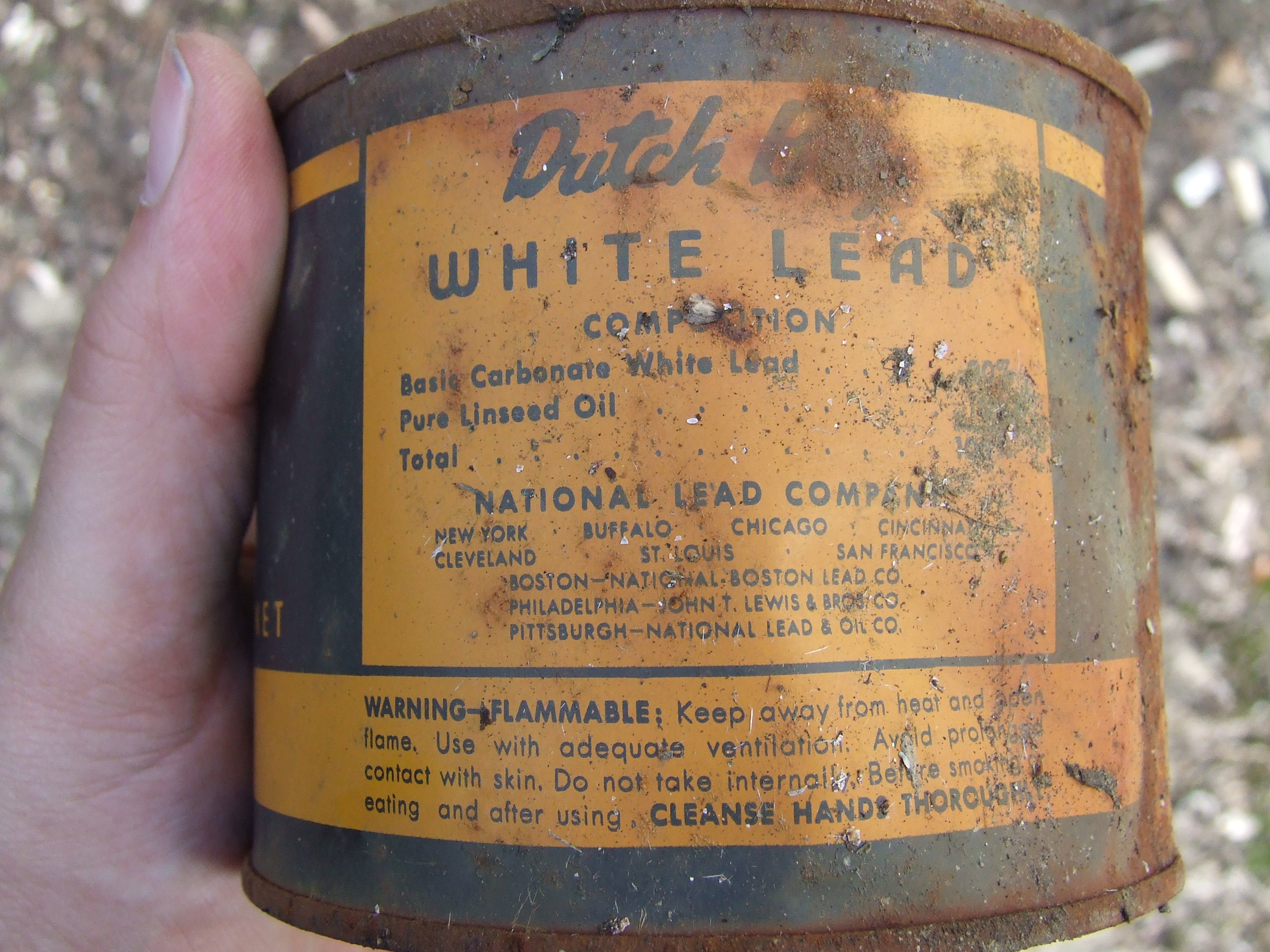
Một hộp sơn Dutch Boy Paint chứa chì cacbonat base và dầu lanh.

Chì trắng từng là chất màu trắng chủ chốt trong hội họa sơn dầu châu Âu cổ điển. Có một số tuyên bố cho rằng nó phần nào chịu trách nhiệm trong việc làm đen màu những bức tranh cũ theo thời gian, do phản ứng với lượng nhỏ hydro sulfide trong không khí để tạo ra chì(II) sulfide màu đen nhưng những người khác lại tranh luận về điều này; quan điểm truyền thống nhất cho rằng các chất màu là không vĩnh cửu và vecni bẩn (thường có thể làm sạch được) nhiều khả năng là tác nhân gây sẫm màu.
Sơn phết và vai trò của vecni, thứ có thể bảo vệ lớp chì trắng nhưng bản thân nó lại bị sẫm màu theo thời gian - theo Michelle Facini, một nhà bảo tồn giấy tại Phòng trưng bày Nghệ thuật Quốc gia Hoa Kỳ - cùng với việc biến đổi chì cacbonat thành chì(II) sulfide thực sự là điều xảy ra với một số loại phấn/sơn chì trong các bản vẽ và tranh màu nước và các tác phẩm khác được thực hiện trên giấy và không đánh vecni. Vecni có thể bóc tách và loại bỏ khỏi một bức tranh sơn dầu khi nó bị bẩn hoặc bị nứt; nhưng trên giấy thì nó ngấm vào, không thể tách rời khỏi các sợi giấy và gây hại khi lão hóa. Đây là lý do tại sao các tác phẩm trên giấy không bao giờ hoặc không nên đánh vecni.
Trong mọi trường hợp, chì trắng hầu như đã được thay thế trong sử dụng nghệ thuật bằng titan trắng, có độ bền tạo sắc cao hơn nhiều so với chì trắng. Các nhà phê bình cho rằng nhiều sản phẩm thay thế này kém bền hơn rất nhiều. Ngày nay, chì trắng ít được các họa sĩ sử dụng, không phải trực tiếp từ độc tính của nó; mà đơn giản là vì độc tính của nó trong các bối cảnh khác đã dẫn đến các hạn chế thương mại làm cho các họa sĩ khó có thể có đủ lượng chì trắng. Winsor & Newton, một công ty sơn của Anh, từ năm 2014 đã bị hạn chế không được bán trắng vẩy (flake white) trong các tuýp và hiện nay chỉ bán các hộp nhỏ loại 150 mililít (5,3 fl oz Anh; 5,1 fl oz Mỹ).
Trong thế kỷ 18, sơn chì trắng thường được sử dụng trong sơn lại vỏ và sàn tàu thuyền của Hải quân Hoàng gia Anh để chống thấm nước cho gỗ và hạn chế sự xâm nhập của hà đục gỗ.

## Tên gọi khác
Các tên gọi khác của chì trắng còn có trắng chì, trắng Berlin, trắng Cremnitz, chì trắng Hà Lan, trắng vẩy, trắng Vlamingen, trắng Krems, trắng Kremser, trắng London, chất màu trắng 1 (PW 1), trắng La Mã, trắng bạc, trắng đá phiến, trắng Vienna, CI 77597.

### Trắng Cremnitz
Thuật ngữ 'trắng Cremnitz' có nguồn gốc sai lầm từ việc đặt tên cho chì cacbonat base được sản xuất ở Klangenfurt, Áo, vào thế kỷ 18-19 theo một quy trình tương tự nhưng không giống với 'quy trình chất đống' trên đây. Chì được sử dụng trong sản xuất chì trắng ở Klangenfurt đến từ các mỏ galen ở vùng lân cận Krems (thuộc bang Carinthia, Áo) và do đó có tên là trắng Krems, trắng Kremser, và các tên gán sai lầm là trắng Cremnitz hay trắng Kremnitz. Làng Cremnitz ở hạt Bars, đế quốc Hungary, nay là Tekov thuộc Slovakia chưa bao giờ sản xuất bột màu trắng này.